# Louis Gruenberg
Louis Gruenberg (Brest-Litovsk, 3 août 1884 - Beverly Hills, 10 juin 1964) est un pianiste et compositeur américain né à Brest en Russie.

## Biographie et carrière
Il est né près de Brest-Litovsk (actuellement en Biélorussie mais alors en Russie), fils de Abe Gruenberg et Klara Kantarovitch. Sa famille a émigré aux États-Unis alors qu'il était âgé de quelques mois. Son père a travaillé comme violoniste à New York]. Le jeune Louis avait un talent pour le piano, et dès l'âge de huit ans, Gruenberg prenait à New York des leçons de piano avec Adele Margulies professeur au Conservatoire national de musique américain (en) alors dirigé par Antonín Dvořák.
Dès ses débuts, Gruenberg a joué dans des concerts en soliste ou en ensemble. Âgé à peine de vingt ans, il est parti étudier en Europe avec Ferruccio Busoni au Conservatoire de Vienne. Avant la Première Guerre mondiale, Gruenberg a enseigné à des étudiants et est parti en tournée, à la fois comme accompagnateur et soliste.
En 1919, Gruenberg a écrit The Hill of Dreams pour orchestre, ce qui lui valut le très important Flagler Prize et lui a permis de se consacrer plus entièrement à la composition. Gruenberg a commencé à se faire un nom en tant que compositeur et il a montré sa fascination pour le jazz, composant des œuvres marquées par le jazz pur ou manifestant l'influence des ragtimes.
En 1933 et 1934, le Metropolitan Opera a produit son opéra expressionniste The Emperor Jones (en), basée sur la pièce d'Eugène O'Neill. Le rôle-titre a été créé par Lawrence Tibbett. Très apprécié par la critique, cet opéra a été joué pendant deux saisons et a été présenté sur la couverture de Time Magazine. Entre 1933 et 1936, Gruenberg a dirigé le département de composition du Chicago Musical College (maintenant faisant partie de l'Université Roosevelt). Après Chicago, il a déménagé avec sa famille à Beverly Hills en Californie. Là, il a travaillé à la fusion de la musique avec les médias du spectacle et le cinéma. La collaboration avec Pare Lorentz pour créer The Fight for Life (un documentaire sur l'accouchement dans les bidonvilles de Chicago), Gruenberg a été sélectionné pour l'Oscar de la meilleure musique de film.
En 1944, Jascha Heifetz a commandé et créé le Concerto pour violon, op. 47 avec Eugene Ormandy et l'Orchestre de Philadelphie et il l'a enregistré avec Pierre Monteux et l'Orchestre symphonique de San Francisco en 1945. Il s'agit d'une œuvre animée construite en trois mouvements (Rhapsodie - Avec simplicité et chaleur - Vif et de bonne humeur), et durant 38 minutes (dans l'exécution d'Heifetz).
Le violoniste Koh Gabriel Kameda a réintroduit le concerto presque oublié du public par une création de l'œuvre au Japon en 2002 avec le Nouvel orchestre philharmonique du Japon sous la direction de Gerard Schwarz. C'est le premier violoniste à avoir abordé le concerto depuis Heifetz. En 2009, Kameda a donné une autre création du concerto au Mexique avec l'Orchestre Philharmonique de Mexico dirigé par Edwin Outwater.
Au cours des vingt dernières années de sa vie, Gruenberg a été de plus en plus isolé du monde de la musique de concert. Il a maintenu une étroite amitié avec Arnold Schoenberg jusqu'à la mort de ce dernier en 1951.
Louis Gruenberg a composé sans s'arrêter jusqu'à sa mort, dans la nuit du 9 au 10 juin 1964 à Beverly Hills. En plus d'autres œuvres, il a écrit cinq symphonies, quatre opéras (Volpone, Jack and the Beanstalk, Antony and Cleopatra et The Dumb Wife) et le grand oratorio A Song of Faith.

## Œuvres

### Opéras
- The Bride of the Gods, livret de Busoni, traduit par C. H. Meltzer (1913)
- The Dumb Wife, livret d'après The Man Who Married a Dumb Wife par Anatole France d'parès Rabelais (1923)
- Jack and the Beanstalk, livret de John Erskine (1931)
- The Emperor Jones, livret du compositeur (travaillant seul), d'après la pièce d'Eugene O'Neill (Metropolitan Opera, New York, 7 janvier 1933)
- Queen Helen (1936)
- Green Mansions (opéra radiophonique), livret d'après une nouvelle de William Henry Hudson (1937)
- Helena's Husband, livret de P. Moeller (1938)
- Volpone, livret du compositeur d'après Ben Jonson (1945)
- One Night of Cleopatra, livret du compositeur d'après T. Gautier
- The Delicate King, livret du compositeur d'après Alexandre Dumas, père (1955)
- Antony and Cleopatra, livret du compositeur d'après Shakespeare (1955)

### Orchestre
- The Hill of Dreams, 1919
- Vagabondia, 1920
- Jazz Suite (Cincinnati, 22 mars 1929)
- The Enchated Isle, poème symphonique (Festical de Worcester, le 3 octobre 1929)
- Moods, 1929
- Music for a Imaginary Ballet, 2 recueils (1929, 1944)
- Serenade to a Beauteous Lady (Chicago, 4 avril 1935)
- 2 Concertos pour piano (1914; 1938, rév. 1961)
- Concerto pour Violon et Orchestre, Op. 47, 1944
- Americana, suite pour orchestre, 1945
- 5 symphonies
  - nº 1 (1919; rév. 1929; Prix RCA; créée par Serge Kousvitzky et l'Orchestre Symphonique de Boston, le 10 février 1934)

### Musique vocale
- The Daniel Jazz, pour ténor et 8 instruments (New York, 22 février 1925)
- Creation, pour baryton et 8 instruments (New York, 27 novembre 1926)
- Animals and Instects, pour voix et piano
- 4 Contrasting Songs
- A Song of Faith, rhapsodie spirituelle pour récitant, voix, chœur, orchestre et groupe de danseurs, dédiée à la mémoire du mahatma Gandhi (1952-62; créée à titre posthume à Los Angeles, le 1er novembre 1981)
- 4 Volumes de negro spirituals

### Musique de chambre
- Suite pour violon et piano, 1914
- 3 sonates pour violon et piano (1912, 1919, 1950)
- Indiscretions pour quatuor à cordes, 1922
- Diversions pour quatuor à cordes,1922)
- 2 Quatuors à cordes (1937, 1938)
- Jazzettes pour violon et piano, 1926
- 2 Quintettes avec piano (1929, 1937)
- Poem in Form of a Sonatina pour violoncelle et piano (1925)
- 4 Whimsicalities pour quatuor à cordes, 1923

### Musique pour piano
- Jazzberries
- Polychromatics
- Jazz Masks
- 6 Jazz Epigrams
- 3 Jazz Dances

### Films
- 1950 : Sables mouvants (Quicksand)
- All the King's Men (1949 film), 1949
- Smart Woman, 1948
- Arc de triomphe (Arc of Triumph), 1948
- The Gangster, 1947
- Counter-Attack, 1945
- An American Romance, 1944
- The Nazi-Strike Documentary Short, 1943
- 1942 : Le commando frappe à l'aube (Commandos Strike at Dawn) de John Farrow
- So Ends Our Night, 1941
- 1940 : The Fight for Life de Pare Lorentz